# Кубицкий, Ярослав
Ярослав Кубицкий (пол. Jarosław Kubicki; родился 7 августа 1995 года, Любин, Польша) — польский футболист, полузащитник клуба «Гурник».

## Клубная карьера
Кубицкий — воспитанник клуба «Заглембе» из своего родного города. 27 мая 2014 года в матче против «Подбескидзе» он дебютировал в польской Экстраклассе. По итогам сезона клуб вылетел в Первую лигу Польши, но Кубицкий остался в команде и через год помог ей вернуться в элиту. 18 сентября 2015 года в поединке против «Краковии» Ярослав забил свой первый гол за «Заглембе».

## Международная карьера
В 2017 году в составе молодёжной сборной Польши Кубицкий принял участие в домашнем молодёжном чемпионате Европы. На турнире он был запасным и на поле не вышел.